# 罗卡西尼巴尔达
罗卡西尼巴尔达（義大利語：Rocca Sinibalda），是意大利列蒂省的一个市镇。总面积49.41平方公里，人口859人，人口密度17.4人/平方公里（2009年）。ISTAT代码为057062。